# Cremona
Cremona (emilijsko Carmona, lombardsko Cremùna) je mesto in občina z okoli 70.000 prebivalci v severni Italiji v deželi Lombardija na levem bregu reke Pad sredi Padske nižine. Je glavno mesto pokrajine Cremona in sedež mestne in pokrajinske vlade. Mesto Cremona je še posebej znano po svoji glasbeni zgodovini in tradiciji, vključno z nekaterimi prvimi in najbolj znanimi izdelovalci godal, kot so Giuseppe Guarneri, Antonio Stradivari in več članov družine Amati.

## Zgodovina

### Antika
Cremona se prvič omenja v zgodovini kot naselje Cenomanov, galskega (Kelti) plemena, ki so prišli v Padsko nižino okoli 400 pr. n. št., a ime Cremona najverjetneje sega do zgodnejših naseljencev, kar je dalo več izmišljenih razlag. Leta 218 pred našim štetjem so Rimljani tu ustanovili svoje prvo vojaško oporišče (kolonijo, latinsko colonia) severno od reke Pad in ohranili staro ime. Cremona in bližnja Placentia (danes Piacenza, na južnem bregu reke Pad), sta bili ustanovljeni v istem letu kot izhodišče za prodor na ozemlja, ki so postala rimska provinca Cisalpske Galije). Cremona je hitro zrasla v eno največjih mest v severni Italiji, saj je bila ob glavni cesti, ki je povezovala Genovo in Oglej, Via Postumia. Mesto je dajalo na voljo vojake Juliju Cezarju in imelo koristi od njegove vladavine, kasneje pa podpiralo Marka Junija Bruta in senat pri njegovem sporu z Avgustom, ki je, potem ko je zmagal, leta 40 zaplenil zemljo Cremoni in jo prerazporedil svojim možem. Slavni pesnik Vergil, ki je hodil v šolo v Cremoni, je izgubil kmetijo prednikov, a jo kasneje dobil nazaj. Blaginja mesta se je še naprej povečevala do leta 69, ko je bilo uničeno v drugi bitki pri Bedriaku z Vespazijanovimi četami, po kateri je Vespanzijan postal cesar namesto njegovega tekmeca Vitelija. Vespazijan je obnovil Cremono, vendar se zdi, da ne v nekdanji veličini. Do 6. stoletja je izginila iz zgodovine, ko je postala vojaško oporišče vzhodnega rimskega (bizantinskega) cesarstva med gotskimi vojnami.

### Zgodnji srednji vek
Ko so Langobardi v drugi polovici 6. stoletja napadli velik del Italije, je Cremona ostala bizantinska trdnjava kot del Italijanskega eksarhata s sedežem v Raveni. Mesto se je razširilo proti severozahodu z oblikovanjem velikega obrambnega jarka ob taborišču zunaj obzidja. Leta 603 jo je zavzel lombardski kralj Agilulf in spet je bila uničena. Njeno ozemlje je bilo razdeljeno med vojvodini Brescio in Bergamo. Vendar pa se je leta 615 kraljica Teodelinda, goreča katoličanka, odločila, da bo spreobrnila svoje ljudi, obnovila Cremono in imenovala škofa. Nadzor mesta je pripadel škofu, ki je postal vazal Svetega rimskega cesarstva po Karlovi osvojitvi Italije. Na ta način je Cremona povečala svojo moč in blaginjo, nekateri njeni škofje so imeli med 10. in 11. stoletjem pomembno vlogo. Škof Liutprand Kremonski je bil član cesarskega dvora pod saško dinastijo in Olderik je dobil privilegije za svoje mesto, ki mu jih je dodelil cesar Oton III. Mestno gospodarstvo je oživilo rečno pristanišče, ki je bilo zunaj nekdanje bizantinske trdnjave.
Dva škofa, Lambert in Ubaldo, sta ustvarila razdor med ljudmi v mestu. Cesar Konrad II. je poravnal prepir z vstopom v Cremono leta 1037 skupaj z mladim papežem Benediktom IX.

### Občina
Pod Henrikom IV. je Cremona zavrnila plačilo zatiralskih davkov, ki sta jih zahtevala imperij in škof. Po legendi se je  veliki gonfalonjer (župan) Giovanni Baldesio sam spopadel s cesarjem v dvoboju. Ko je Henrik padel s konja, je mesto prihranilo letno plačilo  3 kg zlate krogle, ki jo je tisto leto dobila Berta, Giovannijevo dekle, za doto. Prva zgodovinska novica o svobodni Cremoni je iz leta 1093, ko so se pridružili proticesarskemu zavezništvu, ki ga je vodila Matilda Toskanska skupaj z Lodijem, Milanom in Piacenzo. Spopad se je končal s porazom Henrika IV. in njegovim znamenitim ponižanjem pred papežem Urbanom II. leta 1098. Cremona je pridobila v last otok Fulcheria, območje okoli bližnjega mesta Crema. Nato se je nova občina bojevala z bližnjimi mesti za povečanje svojega ozemlja. Leta 1107 je Cremono premagala Tortona, vendar je bila štiri leta kasneje vojska Tortone poražena v bližini Bressanora. Kot v mnogih severnih italijanskih mestih so se ljudje razdelili na dve nasprotujoči si strani, na gvelfe, ki so bili močnejši v novem mestu, in gibeline, ki so imeli svoje oporišče v starem mestu. Strani sta bili tako nezdružljivi, da so gvelfi zgradili drugo občinsko palačo, še danes stoječo Palazzo Cittanova (nova mestna hiša).
Ko je Friderik I. Barbarossa prišel v Italijo, da bi uveljavil svojo oblast, je bila Cremona na njegovi strani, ker so hoteli pridobili njegovo podporo proti Cremi, ki se je uprla s pomočjo Milana. Poznejša zmaga in njegovo zvesto cesarsko stališče je Cremoni leta 1154 omogočilo uresničiti pravico do kovnice za kovance.
Leta 1162 so cesarske sile in sile Cremone napadle Milano in ga uničile. Leta 1167 je mesto spremenilo strani in se pridružilo lombardski zvezi. Njene enote kot del vojske so 29. maja 1176 premagale Barbaroso v bitki za Legnano, a zveza ni dolgo živela. Leta 1213 so pri Castelleoneju Cremono premagali Milanska zveza, Lodi, Crema, Novara, Como in Brescia. Leta 1232 se je Cremona povezala s cesarjem Friderikom II., ki je spet poskušal potrditi avtoriteto imperija nad severno Italijo. V bitki pri Cortenuovi je bila Cremona na zmagovalni strani. Friderik je s svojim dvorom pogosto prebival v mestu. V bitki pri Parmi pa so bili gibelini premagani, skoraj dva tisoč je bilo zaprtih. Nekaj let kasneje se je Cremona maščevala in premagala vojsko Parme. Vojska pod poveljstvom Umberta Pallavicina je zajela parmski carroccio (vojaški štirikolesni voz s praporjem). Stoletja so hranili sovražnikove hlače, ki so visele s stropa stolnice kot znak ponižanja tekmeca.
Leta 1301 je bil v Cremoni podesta trubadur Luchetto Gattilusio. V tem obdobju je Cremona cvetela in imela do 80.000 prebivalcev, kar je več kot danes.

### Sinjorija
Leta 1266 je bil Pallavicino izgnan iz Cremone in oblast gibelinov se je končala, ko je njegov naslednik Buoso da Dovara odpovedal nadzor konzorciju državljanov. Leta 1271 je bil ustanovljen položaj capitano del popolo (ljudski poglavar). Leta 1276 je sinjorija pripadla markizu Cavalcabu Cavalcabu, leta 1305 ga je nasledil njegov sin Guglielmo Cavalcabò, ki je imel oblast do 1310. V tem času je bilo zgrajenih in obnovljenih veliko zgradb, vključno Torrazzo, romanska cerkev svetega Frančiška, stolnična transepta in Loggia dei Militi. Poleg tega so se povečali pridelki zaradi novega omrežja kanalov. Po nekaterih tujih vpadih (predvsem cesarja Henrika VII. leta 1311) se je Cavalcabò obdržal do 29. novembra 1322, ko je močnejša družina Visconti z Galeazzom I. prišla v ospredje in je v Cremoni vladala stoletje in pol. Viscontijevo sinjorijo je prekinil leta 1327 Ludvik IV. Wittelsbaški, leta 1331 Ivan Češki in 1403 po kratkotrajni vrnitvi Cavalcabò. 25. julija 1406 je Poveljnik (kondotjer) Cabrino Fondulo ubil svojega delodajalca Ubalda Cavalcabòja skupaj z vsemi moškimi člani njegove družine in prevzel nadzor nad Cremono. Ker ni bil kos novim nalogam, odstopil mesto družini Visconti za 40.000 zlatih goldinarjev.
Tako je Filippo Maria Visconti podedoval sinjorijo. Cremona je postala del Milanske vojvodinedo združitve Italije. Pod vladavino družine Visconti in kasneje družine Sforza se je Cremona kulturno in versko zelo razvila. Leta 1411 je palača Cittanova postala sedež univerze tekstilnih trgovcev. Leta 1441 je bila v mestu poroka Francesca I. Sforze in Bianche Marie Visconti v templju, ki so ga zgradili benediktinci in je danes cerkev svetega Sigismunda Cremonskega. Ob tej priložnosti je bila narejena nova sladica, znameniti mandolat (torrone), iz  medu, sladkorja, beljakov, opečenih mandljev ali drugih oreškov, obdana z oblati. . Ludovico Sforza (tudi Ludovico il Moro) je pomagal pri financiranju nekaterih projektov pri gradnji stolnice, cerkve svete Agate in občinske palače.
Leta 1446 so Cremono obkrožile sile kondotjerjev pod vodstvom Francesca Piccinina in Luigija dal Vermeja. Obleganje se je začelo po prihodu Scaramuccie da Forlì iz Benetk.

### Tuja zasedba
Od 1499 do 1509 je bila Cremona pod beneško oblastjo. Zmaga Italijanske zveze v bitki za Agnadello je mesto vrnila Milanski vojvodini. S pogodbo iz Noyona (1513) v (vojni Svete lige) je bila dodeljena Španiji. Cremona je dobila nove oblastnike šele leta 1524, ko se je predal grad Santa Croce. Francozi so bili dokončno izključeni iz vojvodine dve leti kasneje, s pogodbo iz Madrida in Cremona je ostala pod tujo oblastjo več let. V tem času je bilo prenovljenih več zgradb, zgrajeni dodatki, tudi loža v portiku stolnice, delo Lorenza Trottija (1550), in novi cerkvi San Siro in Sepolcro, delo Antonia Gialdinija (1614).
Španska oblast je bila povprečna, mesto je pestila lakota leta 1628 in kuga leta 1630. Vojvodstvo je po kratkotrajni francoski osvojitvi leta 1701 med vojno za špansko nasledstvo 10. aprila 1707 pripadlo Avstriji.
Za kasnejšo zgodovino glej Lombardija

## Znamenitosti

### Cerkve
Stolnica v Cremoni s krstilnico je med najpomembnejšimi zgradbami romansko-gotske umetnosti v severni Italiji.
Druge cerkve so:
- Cerkev svete Agate
- Cerkev svetega Avguština
- Cerkev svetega Facia
- Cerkev svetega Hieronima
- Cerkev svetega Luke
- Cerkev svete Lucije
- Cerkev svetega Marcelina
- Cerkev svetega Mihaela Cremonskega
- Cerkev svetega Petra ob Padu
- Cerkev svete Rite
- Cerkev svetega Sigismunda Cremonskega

### Zgradbe
- Torrazzo, Cremona, tretji najvišji opečni zvonik v Evropi
- Loggia dei Militi (Vojaška loža)
- Palača Cittanova
- Fodrijeva palača
- Mestna hiša
- Ponchiellijevo gledališče
- Ponzonejev mestni muzej
- Muzej violin
- Etnografski muzej (Museo della Civiltà Contadina)
- Berenzijev muzej

## Gospodarstvo
Gospodarstvo Cremone je tesno povezano s kmetijstvom na podeželju. Pridelujejo soljeno meso, znane so slaščice (mandolat), rastlinsko olje, sir grana padano in provolone ter znane so slaščice (mandolat, mostarda, to je kandirano sadje z gorčico). Težka industrija vključuje jeklo, olje in en električni obrat. Rečno pristanišče je primerno za čolne, ki prevažajo blago po reki Pad.

## Glasba
Cremona ima ugledno glasbeno zgodovino. Stolnica iz 12. stoletja je bila v poznem srednjem veku središče organizirane glasbene dejavnosti v regiji. V 16. stoletju je mesto postalo znano glasbeno središče. Danes imajo pomembne ansamble za renesančno in baročno glasbo, kot je zbor Costanzo Porta, in festivale, ki uvrščajo Cremono med najpomembnejša mesta glasbe v Italiji. Tukaj je učil skladatelj Marc'Antonio Ingegneri Monteverdija, ki je bil njegov najbolj znan učenec, pred odhodom v Mantovo leta 1591. Cremona je rojstno mesto Pierra-Francisqua Caroubela, sodelavca znanega nemškega skladatelja Michaela Praetoriusa. Škof Cremone, Nicolò Sfondrati, goreč zagovornik protireformacije, je postal v 1590 papež Gregor XIV. Ker je bil enako goreč zaščitnik glasbe, je sloves mesta kot glasbene okolice še povečal.
V začetku 16. stoletja je Cremona postala znana kot središče izdelave glasbil z violinami družine Amati, kasneje delavnice Guarneri in Stradivari.  Do današnjih dni za njihovo delo velja, da so dosegli vrh pri oblikovanju vrste glasbil. Cremona še vedno slovi po izdelavi visokokakovostnih glasbil.
Cremona je imela tradicijo ansamblov, povezano z Narodno gardo, ustanovljeno pod Napoleonovem vplivom. Leta 1864 je postal njegov vodja Amilcare Ponchielli, skladatelj, rojen v Cremoni, in ustvaril enega največjih ansamblov vseh časov. Kot vodja je Ponchielli ustanovil šolo in tradicijo, ki je upadla le na začetku prve svetovne vojne.

## Pobratena mesta
Cremona je pobratena z mestoma:
- Alaquàs, Španija
- Krasnojarsk, Rusija

## Pomembni meščani
| - Publij Kvintilij Var (46. pr. n. št.–9. n. št.), rimski general in politik - Mina - Sicardo (1155–1215), prelat, zgodovinar in pisec - Andrea Amati (1505–1577), izdelovalec godal - Nicolò Amati (1596–1684), izdelovalec godal - Antonio Stradivari (1644–1737), priznan izdelovalec godal - Giovanni Lucchi, izdelovalec lokov za godala - Quartetto di Cremona, godalni kvartet - Gasparo Aselli (okoli 1581–1514, april 1626), zdravnik, kirurg in anatom - Eugenio Beltrami (1835–1900) matematik - Giuseppe Francesco Bianchi (1752–1810) skladatelj | - Gerard Cremonski (1114–1187), prevajalac - Luigi Guido Grandi (1671–1742), duhovnik, filozof, matematik in inženir - Giuseppe Guarneri (1698–1744), vzdevek'del Gesù', izdelovalec godal - Sveti Homobonus (12. stoletje–1197), zavetnik poslovnih ljudi, krojačev, čevljarjev Cremone - Liutprand Cremonski (okoli 920–972), zgodovina in diplomat - Filippo de Lurano (okoli 1475–po 1520), skladatelj - Juanelo Turriano (1500—1585), urar, inženir in matematik - Primo Mazzolari (1890–1959), duhovnik in pisatelj - Tarquinio Merula (1595–1665), baročni skladatelj, organist in violinist - Claudio Monteverdi (1567 krščen–1643), skladatelj | - Benedetto Pallavicino (1551–1601), renesančni skladatelj - Amilcare Ponchielli (1834–1886), skladatelj - Costanzo Porta (1529–1601), skladatelj - Sofonisba Anguissola (1532–1625), renesančna slikarka - Ugo Tognazzi (1922–1990), filmski igralec - Marco Girolamo Vida (1485?–1566), škof, humanist, pesnik |

## Pomembni slikarji in arhitekti
- Sofonisba Anguissola
- Bernardino (1522–1591) in Giulio Campi, (1500–1572)
- Francesco (okoli 1495–1576) in Giuseppe (okoli 1540–1616) Dattaro
- Altobello Melone, (okoli 1490, 1491–pred 1543)

## Film
V japonskem animiranem romantičnem filmu Studia Ghibli Šepet srca (Whisper of the Heart) deček Seidži odhaja v Cremono, da bi postal vajenec izdelovalca violin.

## Galerija
- Mestna hiša (Palazzo del Comune)
- Vojaška loža (La Loggia dei Militi)
- Ulica blizu stolnice
- Trgovina z violinami
- Astronomska ura na zvoniku Torrazzo